# Valérian y Laureline
Valérian: agente espacio-temporal (en francés Valérian, agent spatio-temporel) es una serie de historietas de ciencia ficción creada por el guionista Pierre Christin, el dibujante Jean-Claude Mézières, y la colorista Évelyne Tranlé. Fue publicado por primera vez en el número 420 de la revista Pilote el 9 de noviembre de 1967 y posteriormente en formato álbum por la editorial Dargaud en 1970. En 2007, con motivo del cuadragésimo aniversario de la fundación de la serie, y con el lanzamiento de La Orden de las Piedras, la serie pasó a denominarse Valérian y Laureline. Esta serie es una de las más antiguas y más conocidas de la historieta franco-belga con más de cuarenta años de existencia.
La serie se centra en las aventuras de Valérian, un pelinegro agente espacio-temporal, y su pelirroja colega, Laureline, mientras viajan por el universo a través del espacio y el tiempo. Valérian es un héroe clásico, amable, fuerte y valiente, que sigue las órdenes de sus superiores aunque sienta, en el fondo, que está haciendo algo equivocado. Por su parte, su compañera Laureline combina una inteligencia superior, determinación e independencia con su atractivo sexual. Influenciada por la ciencia ficción literaria clásica, la serie mezcla la space opera con tramas de viajes en el tiempo. Los guiones de Christin destacan por su humor, complejidad e ideas políticas fuertemente humanistas y liberales de izquierdas, mientras que el arte de Mézières se caracteriza por sus vívidas representaciones de los mundos y especies alienígenas que Valérian y Laureline encuentran en sus aventuras. La serie se considera un hito en el cómic y la cultura pop europeos, e influyó también en otros medios; se pueden encontrar rastros de sus conceptos, argumentos y diseños en películas de ciencia ficción como Star Wars y El quinto elemento.
Originalmente la serie empieza ambientada en el siglo XXVIII, para entonces la humanidad ha descubierto los medios para viajar en el espacio-tiempo y su capital, Galaxity, es el centro del vasto imperio galáctico terrestre. Valerián y su compañera Laureline son agentes del «Servicie Spatio-Temporel» (Servicio Espacio-Temporal), encargado de neutralizar las posibles amenazas contra la Tierra y evitar las paradojas temporales. Sin embargo, desde la desaparición del imperio Galaxity en Los rayos de Hypsis, se convierten en un par de aventureros que ofrecen sus servicios a cualquiera que se los pueda permitir mientras buscan su hogar perdido.

## Origen
Al momento de la creación en 1959 de la revista Pilote, su equipo de redactores trata de cubrir todos los géneros de cómic. Su objetivo es competir con las revistas más fuertes del mercado de la historieta en Francia, es decir Le Journal de Mickey, Spirou, Le Journal de Tintin y Vaillant. Así, el número uno de la revista publicado el 29 de octubre de 1959 era muy heterogéneo, con series como Astérix el Galo, Tanguy y Laverdure, Barbarroja y El pequeño Nicolás, y a partir de 1963 El Teniente Blueberry. Mientras que René Goscinny, redactor jefe de la revista, busca nuevos artistas para integrar en el equipo, Greg, redactor jefe de la revista Tintín y colaborador de Pilote, crea la serie de historias de ciencia ficción Luc Orient, publicada a partir de enero de 1967 en este seminario, y dibujada por Eddy Paape.
Después de sus primeras colaboraciones para Pilote, Jean-Claude Mézières y Pierre Christin buscan un tema para una nueva serie. Mézières prefería el género western, después de haber llevado, él mismo, una vida de cow-boy en Estados Unidos. Sin embargo en Pilote ya había una serie sobre el tema del western, Blueberry por Jean Giraud y Jean-Michel Charlier; en Spirou estaba Lucky Luke por Morris y René Goscinny y Jerry Spring por Jijé. Después de haber pensado en aventuras medievales, luego en aventuras del siglo XIX similares a las de Arsène Lupin o un poco fantásticas como en Sherlock Holmes, los dos autores se deciden por una serie de ciencia ficción, un género que les gusta, ya que ambos eran aficionados a las revistas Fiction y Galaxy Science Fiction.
Christin conoce muy bien los universos de los autores de ciencia ficción John Wyndham, A. E. van Vogt, Isaac Asimov, Poul Anderson, Jack Vance, Dan Simmons, Ray Bradbury, René Barjavel y Theodore Sturgeon. En la frase «ciencia ficción», prefiere la palabra ficción a la de ciencia y afirma que no le gusta la ciencia ficción científica del Este, pero más bien prefiere la frase « lógica-ficción». Mézières lee menos libros de ciencia ficción, pero conoce todos los clásicos, como los libros de Isaac Asimov, Alfred E. van Vogt, Philip K. Dick y Jack Vance.
A finales de los años 1960, época de la creación de Valérian et Laureline, todavía había pocas series de ciencia ficción. Para los ejemplos anteriores a la guerra, hay:
- en Estados Unidos: Buck Rogers (1929) por Dick Calkins y Phil Nowlan, Brick Bradford (1933) por Clarence Gray y William Ritt, Flash Gordon (1934) por Alex Raymond.
- en Francia: Futuropolis por René Pellos y Martial Cendres (1937).

Y después de 1945, en Francia:
- Les Pionniers de l'Espérance por Raymond Poïvet y Roger Lecureux (1945); Kaza le Martien por Kline (1946); Barbarella por Jean-Claude Forest (1962), y luego Los Náufragos del Tiempo del mismo autor (1964); y por fin Lone Sloane de Philippe Druillet (1966).

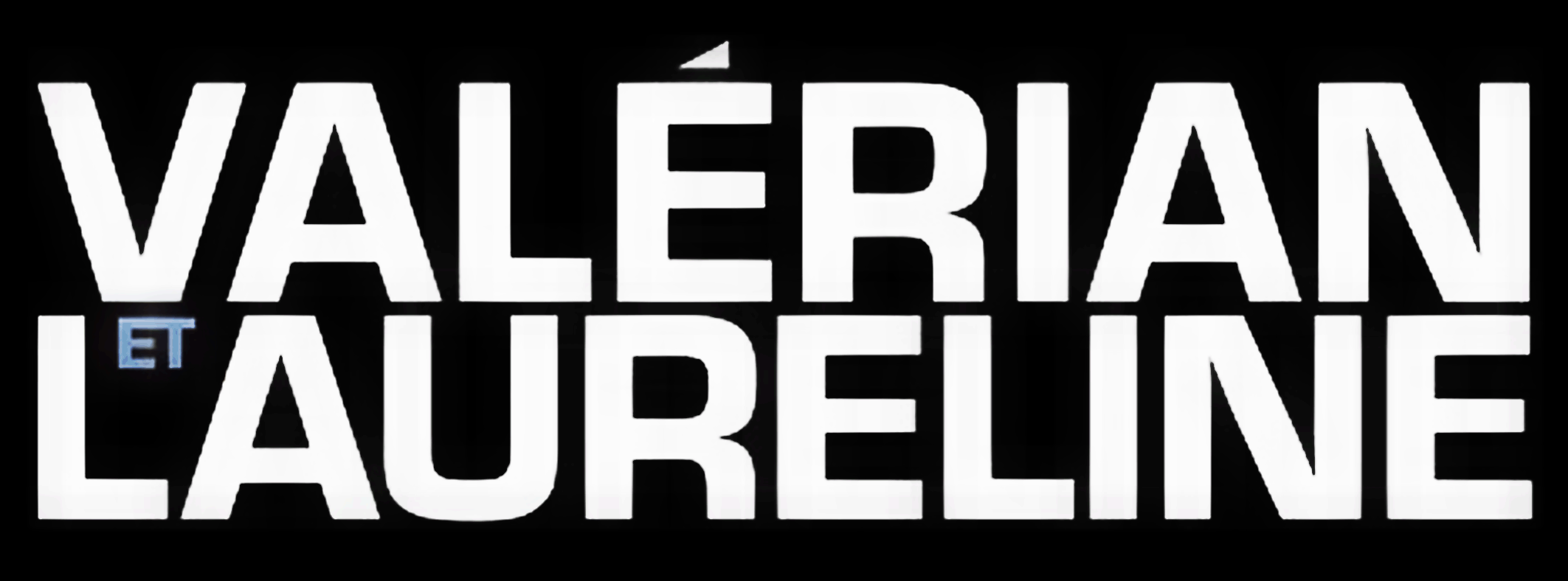
Logo de Valérian y Laureline

Aunque la ciencia ficción no era el tema preferido de Goscinny, este tenía el deseo de innovar y de publicar obras más originales. Por eso aceptó publicar Valérian. Bajo los nombres de Linus (Pierre Christin) y Mézi (Jean-Claude Mézières), los autores eligen un contexto histórico o presente para las primeras aventuras: siglo XI para Les Mauvais Rêves y XX para La Cité des eaux mouvantes y Terres en flammes. Con estas primeras obras, imponen de entrada el tema del viaje en el tiempo. A partir de la cuarta aventura, L'Empire des mille planètes, la serie se hace definitivamente una serie de ciencia ficción con el tema del viaje en el futuro.
Sin embargo, las aventuras de Valérian no son los primeros dibujos de ciencia ficción hechos por Mézières, ya que mientras que estudiaba en la escuela ENSAAMA, había dibujado para Cœurs Vaillants y Fripounet et Marisette. En un título «spécial An 2000» de esta última revista, del 30 de diciembre de 1956, dibujó una página con el escenario de Guy Hempay (su verdadero nombre es Jean-Marie Pélaprat), una historia de anticipación titulada Expédition Noachiscon viajes espaciales a 3000 kilómetros por segundo.

## Historia
La serie (en una primera etapa titulada Valérian, agent spatio-temporel) cuenta las aventuras de Valérian, el héroe principal. Al principio, Laureline era un personaje secundario que debía aparecer solo en la primera aventura. Sin embargo, a petición de los lectores de la revista Pilote, siguió figurando en las aventuras, ganando importancia en la serie hasta convertirse en una verdadera heroína. A partir la publicación del álbum L'Ordre des Pierres en 2007, el título de la serie es Valérian et Laureline, lo que es la confirmación del papel central de Laureline, pero también de la pérdida de los dos héroes de su estatuto de «agentes espacio-temporales», al convertirse en renegados.

## Personajes principales

### Valérian
Valérian es originario de Galaxity, una megaciudad terrestre del siglo XXVIII, capital del imperio galáctico. Es desde 2713 uno de los agentes del «Servicio Espacio-Temporal», seguramente el mejor de este servicio. Su misión es mantener el orden terreno en el universo. Con su nave espacial, puede recorrer todo el espacio y hacer viajes en el tiempo, tanto al pasado como al futuro. Ha sido entrenado para pensar que Galaxity siempre tiene la razón; incluso cuando recibe órdenes que van en contra de su moral, las cumple a regañadientes. Prefiere ser un hombre de acción que sentarse a reflexionar sobre el camino a seguir.
Las primeras historias presentan a Valérian como el típico héroe de mandíbula cuadrada, fuerte y fiable (aunque uno de los chistes recurrentes más antiguos es que, a pesar de ser un viajero del tiempo, siempre llega tarde, especialmente cuando le llama su jefe). Sin embargo, a medida que avanza la serie, cada vez se le retrata más como un poco cabeza hueca. En El mundo sin estrellas (Le Pays sans étoile), se emborracha de forma imprudente con el alcohol casero de los colonos, en Sobre las tierras falsas (Sur les terres truquées), la historiadora, Jadna, lo considera útil solo como carne de cañón y nada más, mientras que en Los héroes del equinoccio (Les Héros de l'Equinoxe), aparece lamentablemente inadecuado en comparación con los campeones con los que compite. Aunque es devoto a Laureline, se ha dejado llevar por otras mujeres, como en Héroes del Equinoccio y Estación de Brooklyn, Terminus Cosmos.
Valérian no es pues un héroe clásico y modelo, un ganador como en la mayoría de las series de tradición franco-belga; más bien se pone a sí mismo en situaciones difíciles. Asimismo, es el contrario de los superheroes de los cómics estadounidenses; más bien es un «antiheroe», e incluso lucha contra superhéroes en el álbum Les Héros de l'équinoxe. Gracias a este perfil especial y atípico, Valérian aparece como un personaje simpático, lo que sin duda favoreció la alta popularidad de la serie.
Cuando Galaxity desaparece en La ira de Hypsis, contempla la posibilidad de seguir a sus compañeros al olvido, para horror de Laureline. Incluso después, siente la pérdida de Galaxity mucho más que Laureline, ya que es su lugar de nacimiento.
El nombre Valérian procede de Europa del Este, aunque su origen es latino, de valere («ser fuerte»). Valérian fue creado por Mézières y Christin como reacción a los personajes de estilo intrépido boy-scout (por ejemplo, Las aventuras de Tintín) y a los superhéroes estadounidenses que predominaban en los cómics disponibles en Francia en aquella época. En su lugar, trataron de idear un «personaje banal» sin «medios de acción extraordinarios.» Con el tiempo, cuando Christin consideró que se había ido demasiado lejos con este ángulo y que el personaje de Valérian se había vuelto demasiado estúpido, a partir de Los espectros de Inverloch (Les Spectres d'Inverloch), Valérian se hizo más simpático y se le dio una mayor parte de la acción.
En Valerian y la ciudad de los mil planetas, película de 2017 de Luc Besson, Valérian es interpretado por Dane DeHaan.

### Laureline
Laureline aparece inicialmente como una chica difícil e insociable que vive en el bosque de Arelaune en la Tierra en el siglo XI. En la primera aventura, Malos sueños, rescata a Valérian del bosque encantado de Arelaune. Cuando descubre accidentalmente que Valérian es un viajero del tiempo, éste se ve obligado a llevarla consigo a Galaxity, donde es entrenada como Agente Espacial-Temporal y asignada como su compañera en el año 2721, antes de ser también su novia. Valérian y Laureline forman rápidamente una verdadera pareja: su primer beso ocurre en L'Empire des mille planètes (cuarta aventura); ocurren escenas de disputas y surgen sentimientos de celos en Brooklyn station terminus cosmos (duodécima aventura); se oficializa su vida común al principio de Les Foudres d'Hypsis (decimocuarta aventura).
Laureline es una chica de carácter, muy decidida y obstinada, más que Valérian. A menudo ayuda a Valérian a salir de las trampas en las que cae por ser un hombre de acción más que un hombre de reflexión. Laureline es el contrapeso exacto de Valérian. En las primeras historias, Laureline suele permanecer en un segundo plano mientras Valérian salva el día en cualquier situación en la que se encuentren, pero su posición cambia a medida que se desarrolla la serie. En Mundo sin estrellas, el cuarto serial publicado en Pilote, los dos personajes pasan separados la mayor parte de la aventura, y Laureline sale por primera vez de la sombra de Valérian, demostrando estar más que a la altura de éste para garantizar el éxito de su misión. Mézières declaraba a propósito de su heroína: «Desde los principios de la serie, Laureline no es una figurante al servicio de Valérian (faire-valoir). Nos pareció importante dar a nuestra heroína este lado positivo, ideas claras, determinada y al mismo tiempo con bonitas nalguitas». A lo largo de los álbumes, Laureline se convierte en la heroína central de la serie, hasta tal punto que después de la aventura les Héros de l'équinoxe, Pierre Christin trata de dar más relieve al héroe.
Bienvenidos a Alflolol (Bienvenue sur Alflolol) pone de manifiesto la naturaleza rebelde de Laureline; a diferencia de Valérian, no ha nacido ni se ha criado en Galaxity y está dispuesta no solo a cuestionar las autoridades de Galaxity, sino a rebelarse abiertamente contra ellas cuando sus órdenes son contrarias a su sentido de la moral. También demuestra su vena impulsiva; se pone del lado de los nativos de Alflolol contra Galaxity y Valérian sin pensar en las consecuencias personales que podría tener que afrontar ella misma. Su posición como verdadera estrella de la serie se consolida en El embajador de las sombras (L'Ambassadeur des Ombres), que es prácticamente una aventura en solitario para ella mientras busca en la vasta estación espacial Point Central al secuestrado Valérian y al embajador de la Tierra. Más adelante, cuando actúan como agentes independientes, es Laureline quien cuestiona la ética de algunos de los trabajos que se ven obligados a realizar para llegar a fin de mes, sobre todo en Las armas vivientes (Les Armes Vivantes).
A pesar de ser independiente y eficaz, Laureline no teme explotar su considerable atractivo sexual si le resulta ventajoso. Por ejemplo, atrae la atención del Emperador de Valsennar en El mundo sin estrellas y, vestida con ropa y botas de cuero, manipula a Crocbattler y Rackalust en Estación Brooklyn, Cosmos Terminus, y suele coquetear con los Shingouz cuando negocia con ellos para obtener información. Ha aparecido desnuda en algunas aventuras. Mézières la retrató para la edición francesa de Playboy en 1987.
También tiene cierta afinidad con los animales, como el Goumon de Alflolol en Bienvenidos a Alflolol, el Convertidor Gruñón de Bluxte, visto por primera vez en Embajador de las sombras, y el Tüm Tüm (de Lüm) y el Tchoung-Tracer, ambos introducidos en En las fronteras (Sur les Frontières).
El nombre «Laureline» fue inventado por Mézières y Christin, que buscaban un nombre que sonara «medieval» y «suave». El nombre ha demostrado ser popular y ahora hay varios miles de mujeres en Francia que se llaman Laureline, la primera de las cuales nació en 1968, justo un año después de la publicación de Malos sueños. También ha habido variaciones como «Loreline» y «Laurelyne». Laureline fue creada inicialmente solo para la primera historia, Malos sueños, pero al reconocer que tenían un personaje femenino diferente de los tipos de la rubia tonta habituales en los cómics de la época, Mézières y Christin se enamoraron del personaje y, en respuesta a los comentarios positivos de los lectores, la mantuvieron para las historias posteriores.
En Valerian y la ciudad de los mil planetas, película de 2017 de Luc Besson, Laureline es interpretada por Cara Delevingne.

### Otros personajes
Durante sus misiones, Valérian y Laureline tienen aliados fieles como Monsieur Albert (un hombre retirado y que sirve como el contacto de Galaxity en el siglo XX), los Shingouz (una raza de criaturas marrones, de pelo corto, de algo menos de un metro de altura, que se parecen a pájaros no voladores con hocico en lugar de pico), el Schniarfeur, el Transmuteur Grognon de Bluxte y Ky-Gaï; también tienen enemigos más o menos peligrosos como Xombul, la Trinité d’Hypsis, el Triumvirat de Rubanis, el Quatuor Mortis o les Wolochs.

## Trama
En las tres primeras aventuras de la serie, Valérian persigue a un disidente llamado Xombul, el «superintendente de los sueños» quien trata de tomar el poder en Galaxity. En Les Mauvais Rêves, Xombul regresa a la Tierra en el siglo XI para tomar los poderes del mago Albéric le Vieil. Después de haber topado con una mujer llamada Laureline, con la ayuda de ésta Valérian logra impedir esa tentativa. En La Cité des eaux mouvantes y Terres en flammes, Xombul logra alcanzar de nuevo la Tierra del siglo XX. Tiene planeado aprovechar un cataclismo nuclear para tomar conocimientos científicos permitiéndole hacerse el nuevo jefe del universo. Sun Rae, un saqueador neoyorquino, y Schroeder, un sabio joven, ayudan a Valérian y Laureline para apresar a Xombul. Finalmente este último desaparece en la destrucción de una máquina para viajar en el tiempo que no podía funcionar en aquella época.
En L'Empire des mille planètes, Valérian y Laureline ayudan a la Guilde, liderada por Elmir le marchand, restablecer el orden sobre el sistema planetario Syrte-la-Magnifique. Descubren que los Connaisseurs son los rescapados de una expedición espacial terrena lanzada en búsqueda de otra planeta para acoger a la humanidad, a causa del cataclismo nuclear de 1986. En Les Spectres d'Inverloch, alertado por una serie de fenómenos inexplicables, el Superintendente de Galaxity trata de impedir la entrada de la Tierra en la edad negra, consecuencia de la catástrofe nuclear. Con la ayuda de Valérian y Laureline, de Monsieur Albert, de Ralph le Glapum'tien y de los Shingouz, el Superintendente impide que los falsos dioses de la Trinité d'Hypsis realicen sus proyectos. Una negociación con estos últimos permite cambiar el pasado del planeta e impedir que ocurra la explosión nuclear del siglo XX (la del álbum Les Foudres d'Hypsis). La consecuencia de esta modificación del pasado es la desaparición de Galaxity, cuya origen era la entrada de la Tierra en la edad negra.
Poco después, Jal, exmiembro del Servicio espacio-temporal, toma los poderes de Kistna, sobreviviente de una especie muy antigua y muy poderosa, a fin de provocar una explosión nuclear para corregir las modificaciones del desarrollo del tiempo. En Sur les frontières, Valérian y Laureline con ayuda de Monsieur Albert impiden que Jal concretice sus planes. Después de la pérdida de Galaxity, los dos agentes se hacen Les Cercles du pouvoir mercenarios del coronel Tlocq y se enfrentan al Triumvirat de Rubanis. En otra aventura, se enfrentan a LCF Sat y de nuevo a la Trinité d'Hypsis. En Par des temps incertains, obtienen informaciones sobre la existencia de su planeta, perdido en un lugar desconocido en el universo.
En los dos penúltimos álbumes de la serie, Au bord du Grand Rien y L'Ordre des Pierres, Valérian y Laureline se lanzan a la búsqueda de la Tierra de Galaxity, en los límites del universo, uniéndose a una expedición de exploración dirigida por la  commandante Singh'a Rough'a. Descubren así la potencia de los Wolochs que son responsables de todo por la pérdida de la Tierra de Galaxity . Por fin en la última aventura titulada L'OuvreTemps, los héroes deben luchar contra los Wolochs.

### Cronología
La serie empieza en la Tierra, en Galaxity, en el siglo XXVIII, en los años 2720. La cronología no sigue el orden de los álbumes sino la sucesión de los acontecimientos en el tiempo.
- 1000: Primer encuentro entre Valérian y Laureline, esta última le salva de las trampas del bosque de Arelaune (0- Les Mauvais Rêves).
- 1881: Valérian y Laureline están de vacaciones en las orillas de la Sena en la ciudad de Chatou y toman un almuerzo de remeros (7- Sur les terres truquées).
- 1980: Manipulaciones en Francia y en Brooklyn, llevadas por Rubanis y la Trinité d’Hypsis para desestabilizar la Tierra (9- Métro Châtelet direction Cassiopée y 10- Brooklyn station terminus cosmos).
- 1985: Neutralización, cerca del polo Norte de una nave, en realidad un astronave lleno de bombas H; negociación sobre el planeta Hypsis con los falsos dioses (12- Les Foudres d'Hypsis).
- 1986: Primeras tentativas terrenas de colonización espacial (2- L'Empire des mille planètes). Explosión de bombas H cerca del polo Norte, provocando un cataclismo que desorganiza lel mundo terrestre. Empieza la edad negra, periodo impedido al Servicio espatio-temporal (1- La Cité des eaux mouvantes et 1- Terres en flammes).
- 1988: Jal trata de provocar un cataclismo similar al de 1986, pero Valérian y Laureline le impiden (13- Sur les frontières).
- 2001: Los falsos dioses de Hypsis impiden el desarrollo de las técnicas de clonaje después de las negociaciones; nuevas negociaciones en París (18. Par des temps incertains).
- 2314: Fin de la edad negra e invención de la máquina espacio-temporal, basada en el principio de « teletransportación instantánea de la materia ».
- 2713: Valérian integra el Servicio Espatio-Temporal después de salir de la Mégacadémie.
- 2720: Disturbios en Galaxity provocados por Xombul. Valérian trae a Laureline en Galaxity (0- Les Mauvais Rêves).
- 2721: Laureline integra el Servicio Espacio-Temporal.
- 3005: La Tierra de la época de Galaxity está excluida de Point Central para un siglo, a causa de su imperialismo espacial (6- L'Ambassadeur des Ombres).
- 3152: Desaparición de la Tierra de Galaxity (11- Les Spectres d'Inverloch).
- ¿¿??: El Triumvirat de Rubanis toma el poder (15- Les Cercles du pouvoir).
- 3412: Búsqueda de la Tierra de Galaxity (19- Au bord du Grand Rien; 20- L'Ordre des Pierres y 21- L'OuvreTemps).

## Temas
La serie Valérian y Laureline ofrece permanentes sorpresas; es la serie de la diversidad, de la riqueza temática y visual. Inicialmente la serie debía ser sencilla, con un héroe viajando en el tiempo, pero muy rápidamente se hace más compleja e introduce temas, que por su variedad y su diversidad permiten la originalidad y su renovación constante. Según los autores mismos: «cada nuevo álbum puede conducirnos absolutamente donde queremos », dado que la ciencia ficción fue percibida por ellos como un «un extraordinario medio para «recalentar» la realidad». Un tema central a lo largo de la serie, es la manipulación del tiempo, junto con el de los viajes espacio-temporales. Otra característica es la referencia sutil a situaciones sociales, económicas, políticas e incluso ecológicas «sin transformar por eso las historias en discursos militantes». En el prólogo del catálogo de la exposición, en el festival de Angulema, después de que otorgaran el premio a Mezières en 1984, el entonces ministro de la cultura de Francia Jack Lang escribía : «Valérian et Laureline, transportados en un futuro tecnológico que asegura el confort y el progreso, todavía se enfrentan en sus peregrinaciones a tiranos o dictadores, a sociedades donde reinan conflictos e injusticias que son la imagen de nuestra propia realidad. Así podemos descubrir a través del itinerario de nuestros dos héroes una lectura avisada de nuestras sociedades contemporáneas (...). Mézières y Christin logran la apuesta de no inventar un universo de pura ficción, sino hablarnos en un modo realmente divertido de los problemas socio-políticos más críticos de nuestro tiempo».

### Viajes espacio-temporales
Al origen de la serie hay una distinción muy fuerte entre viaje interestelar (en el espacio) y viaje en el tiempo. Los primeros se hacen en nave espacial de tipo XB 27 y los otros, viajes en el tiempo, se realizan a través de puertas temporales situadas en diferentes lugares terrestres fijos (Aurelaune, New York, Brasilia, Inverloch, etc.).
Pero eso impide los viajes en el tiempo en universos desconocidos por los Terrenos de Galaxity, a causa de la ausencia de puertas temporales en esos mundos extranjeros. Sin embargo en la primera historia corta Le Grand Collectionneur, los autores simplifican los viajes espacio-temporales dando al Servicio espacio-temporal naves de tipo XB 982 permitiendo viajes espaciales y temporales combinados. Eso permite desarrollar aventuras sobre planetas otras que la Tierra y da más posibilidades de escenarios a los autores.

### La paradoja del tiempo
Hasta el díptico Châtelet/Brooklyn (es decir las dos aventuras Métro Châtelet direction Cassiopée y Brooklyn station terminus cosmos) Valérian y Laureline recorren el universo aventura tras aventura. Sin embargo los autores por exceso de imaginación se ponen en una situación difícil desde el inicio de la serie. Desde los principios de la segunda aventura La Cité des eaux mouvantes publicada en 1968, inventan una situación que plantea un verdadero problema de coherencia respecto a la realidad: un depósito de bombas H explota en 1986 cerca del polo Norte, transformando completamente el aspecto y la organización de la Tierra. Será sobre estas ruinas durante la edad negra cuando nazca Galaxity después de la invención de la máquina espacio-temporal en el año 2314. Los autores no habían imaginado cuando publicaron este álbum en 1968 que la serie continuaría durante 18 años más (es decir hasta 1986). Asimismo en 1980, después de la publicación del díptico Châtelet/Brooklyn, una cumbre en la serie, era obvio que dado el éxito popular de la serie o era imposible para los autores poner fin a la serie o mantener tal incoherencia. De ahí la tentativa de Pierre Christin, que conoce cosas de ciencia ficción, para resolver la incoherencia en el díptico siguiente publicado en 1983-1985, Inverloch/Hypsis (álbumes Les Spectres d'Inverloch y Les Foudres d'Hypsis). Sin embargo esta tentativa se enfrenta al problema clásico de ciencia ficción del paradoja del viaje en el tiempo. Si viajando en el pasado se mata a su abuelo antes de que nazca el padre, uno no tiene padre; si uno no tiene padre no puede existir y así no se puede matar a su abuelo. En otras palabras cambiando el pasado se destruye el presente el futuro se vuelve imposible: es el principio del paradoja del tiempo.

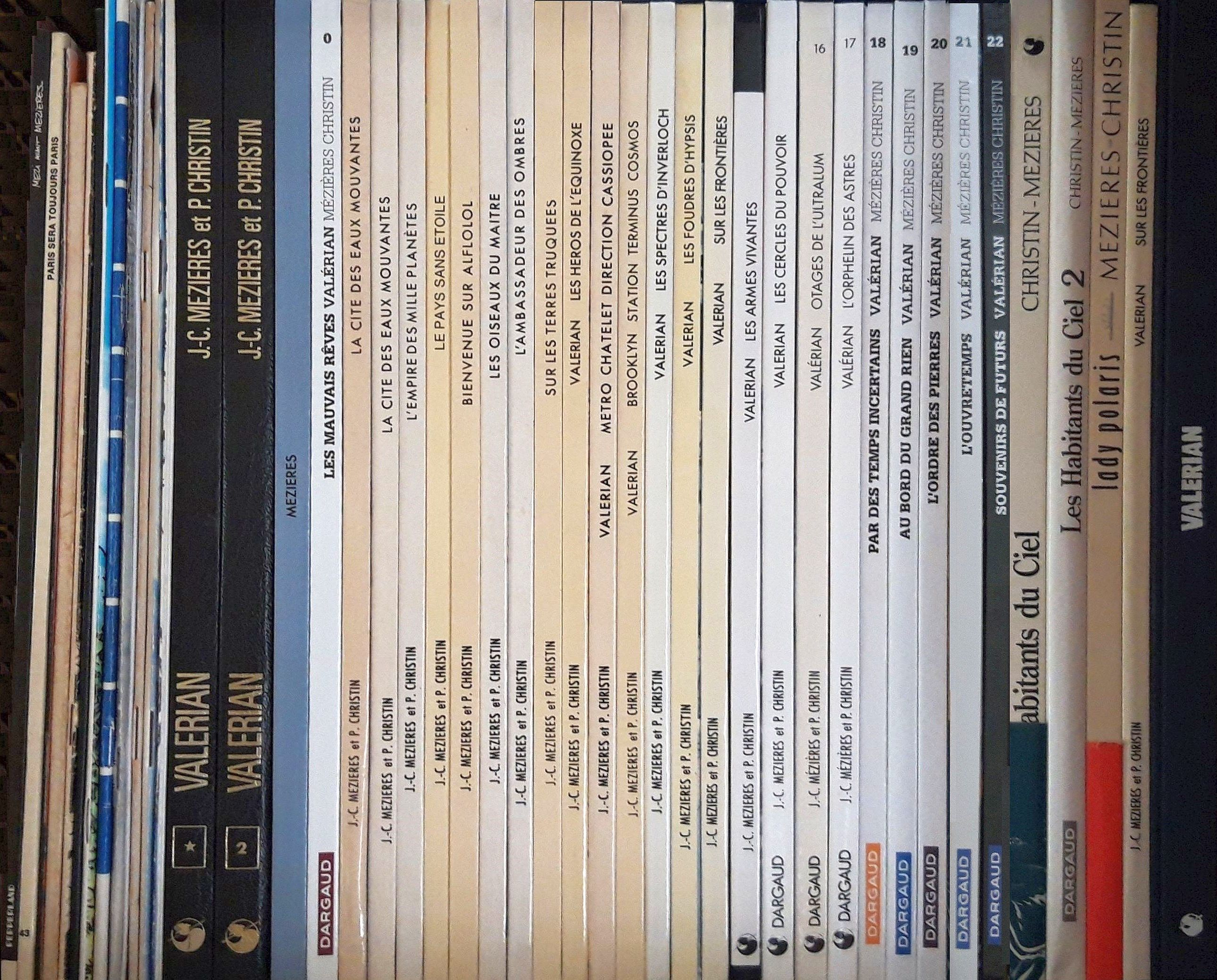
Lomos de álbumes de la serie.

En Les Foudres d'Hypsis el Superintendente del Servicio Espacio-Temporal, ayudado por Valérian y Laureline, en proveniencia del año 3152, viajen al 1985 e impiden que ocurra la explosión nuclear que iba a desorganizar la Tierra el año siguiente. Destruyen así el futuro del planeta lo que hace imposible la emergencia de Galaxity que se construyó sobre las ruinas del período negro. Si Galaxity no pudo edificarse durante la edad negra, también la máquina a viajar en el tiempo no pudo ser inventada en 2314 y Galaxity no puede existir en 3152. Asimismo Valérian no puede existir, a diferencia de Laureline que viene del siglo XI, mucho tiempo antes del periodo negro. Por suerte los Shingouz negocian con el Hijo de la Trinité d’Hypsis para que Valérian y Laureline puedan regresar al siglo XX con su astronave, autorizando la continuación de los viajes espacio-temporales y la continuación de la serie.

## Álbumes publicados
A continuación figura el título en francés y en español y, y el año de la edición en forma de álbum en francés. En español, Norma Editorial ha publicado las historias en álbumes recopilatorios.
- Les Mauvais Rêves (Los malos sueños, 1983)
- La Cité des eaux mouvantes (La ciudad de las aguas movedizas, 1970)
- L'Empire des mille planètes (El imperio de los mil planetas, 1971)
- Le Pays sans étoile (El país sin estrella, 1972)
- Bienvenue sur Alflolol (Bienvenidos a Alflolol, 1972)
- Les Oiseaux du Maître (Los pájaros del amo, 1973)
- L'Ambassadeur des Ombres (El embajador de las sombras, 1975)
- Sur les terres truquées (Mundos ficticios, 1977)
- Les Héros de l’équinoxe (Los héroes del equinoccio, 1978)
- Métro Châtelet, direction Cassiopée (Metro Châtelet, dirección Casiopéa, 1980
- Brooklyn Station, terminus cosmos (Estación Brooklyn, final de línea el cosmos, 1981)
- Les Spectres d'Inverloch (Los espectros de Inverloch, 1984)
- Les Foudres d’Hypsis (Los rayos de Hypsis, 1985
- Sur les frontières (En las fronteras, 1988)
- Les armes vivantes (Las armas vivientes, 1990)
- Les cercles du pouvoir (Los círculos de poder, 1994)
- Otages de l'Ultralum (Rehenes de Ultralum, 1996)
- L'Orphelin des astres (El huérfano de los astros, 1998)
- Par des temps incertains (En tiempos inciertos, 2001)
- Au bord du Grand Rien (Al borde de la gran nada, 2004)
- L'Ordre des Pierres (La orden de las piedras, 2007)
- L'Ouvre Temps (El abretiempo, 2010)
- Souvenirs de futurs (Recuerdos de futuros, 2013)
- L'Avenir est avancé (El futuro es avanzado, 2019)

## Adaptación cinematográfica
En junio de 2012 se anunció la unión de Luc Besson y Jean-Claude Mézières para trabajar en la adaptación cinematográfica del cómic. Finalmente la película se estrenó en julio de 2017 bajo el título Valerian y la ciudad de los mil planetas (Valérian et la Cité des mille planètes).